# 怪病醫拉姆尼
《怪病醫拉姆尼》是由所創作的日本漫畫，開始連載於《月刊少年天狼星》2017年11月號。改編電視動畫於2021年1月至3月首播，共12集。

## 故事大綱
擁有內心煩惱的人們，存在於空氣中的“怪”會趁其虛弱時入侵體內引發各式各樣難以解釋的症狀，在醫學束手無策的情況下，專門醫治怪病的神祕醫生-拉姆尼和其弟子克洛成為患者最後的救命稻草，但要治好身體的條件是-人們須將內心真正的想法給毫無保留的說出口。

## 角色列表
拉姆尼（聲：內田雄馬）
本作男主角。專門醫治「怪病」的神祕醫生，外表看似小混混，個性直言不諱，同時亦不會看人臉色，言行看起來粗魯但其實內心相當體貼他人。除了醫治「怪病」外，本身廚藝也相當不錯。
克洛（聲：永塚拓馬）
本作第2男主角。本身還是中學生，拉姆尼的弟子，出身在武術之家，與個性直言不諱的師傅拉姆尼不同，個性冷靜面部表情變化也不大，拉姆尼有時會拿這點作弄他。自出生時就看的到「怪」的存在，在與家人無法溝通的情況下，拉姆尼是第一個相信並治好他的人，之後每到放學時會到神社擔任拉姆尼的助手。
彩芽（聲：植田佳奈）
醫治「怪病」所使用的道具屋「曉」的前任店主。外觀雖然是小學生旦其實擁有前世的記憶，本身個性有些腹黑，善用小學生的外表讓對方鬆懈以達到目的，有自製道具的才能，和拉姆尼與紅葉都算是老相識了。
丹己（聲：岡本信彥）
道具屋「曉」的的現任店主，同時亦是彩芽前世的曾孫。雙目失明但其他官感異常敏銳，個性溫和笑臉迎人，對拉姆尼來說像是兄長一般的存在。
紅葉（聲：諏訪部順一）
拉姆尼的師傅，本身也是醫治「怪病」的醫生，長相美型的和服帥哥。個性上對拉姆尼很嚴厲，但私底下被彩芽戳破只是不知如何表達關心徒弟的傲嬌男，因為做事方面很果決和穩重，反被克洛所敬重，不過私下是個大路痴，需要隨身攜帶寵物式的道具才不會迷路。
柏木琴
病名：調味料眼淚
因為長期壓抑情感，導致情感變成調味料以眼淚的型態從眼睛流出來。壓抑情感的起因是來自於琴的母親，後來為了治療琴惡化的病情，拉姆尼將琴身上的「怪」轉移到母親的「財產」上，並讓琴的母親了解到事情的嚴重性，隨後便不再給予琴壓力，琴也得以痊癒。
健吾
病名：竹輪陰莖
因為腳踏七條船，導致私密處變成竹輪的樣貌，逐一向每個對象坦白後竹輪便恢復原狀。真正喜歡上的對象是藤田志保子。
大友隆晴
病名：辣椒指甲
因為自身的關係手指甲被「怪」入侵，導致指甲變成辣椒。經拉姆尼看診後，給了他怪器「囊中指甲椎」，可以用其中的指甲椎將辣椒從手指上褪下，但只有被怪器選中的人可以取得囊中的指甲椎。和豐後達也是好朋友兼競爭對手，後來毫無保留的展現自己的能力後，被囊中指甲椎認同，成功取出怪器將辣椒取下。
青菜春
病名：腦子冒出爆米花

## 出版書籍
| 卷數 | 講談社        | 講談社                 |
| 卷數 | 發售日期      | ISBN                   |
| ---- | ------------- | ---------------------- |
| 1    | 2018年4月9日  | ISBN 978-4-06-511047-8 |
| 2    | 2018年9月7日  | ISBN 978-4-06-512660-8 |
| 3    | 2019年8月8日  | ISBN 978-4-06-516860-8 |
| 4    | 2020年12月9日 | ISBN 978-4-06-521576-0 |
| 5    | 2021年3月9日  | ISBN 978-4-06-522611-7 |

## 電視動畫
2020年9月6日，宣佈《怪病醫拉姆尼》將獲改編為電視動畫，將於2021年1月首播；並公佈主要製作人員陣容，以及兩名主角的聲優為内田雄馬和永塚拓馬。10月19日，公開第1條宣傳影片、追加製作人員及聲優陣容，以及片頭曲詳情。11月11日，公開主視覺圖，以及追加聲優陣容。12月7日，公開第2條宣傳影片、片尾曲詳情，並宣佈動畫將於2021年1月9日首播。12月18日晚上8時至9時，於U-NEXT、d動畫商城舉辦付費網上第1話先行播映會，其中有内田雄馬和永塚拓馬的訪談環節。
導演大庭秀昭指，為了讓彩芽和丹己提早登場，動畫的集數次序跟原著漫畫不一樣。由於動畫製作時原著篇幅不足，所以原著作者建議最後4至5集先起用動畫原創劇情，而且自己會在漫畫連載時加回這些劇情。最後第9至12集的故事由阿呆以漫畫分鏡圖形式提供。另外，他們亦花了心思在挑選客串聲優上。例如製作組就第4集中大友隆晴和豐後達也這對好友角色，起用了在現實中關係很好的島崎信長和松岡禎丞。

### 製作人員
- 原作：
- 導演：大庭秀昭（日语：大庭秀昭）
- 系列構成、劇本：久尾步
- 人物設定：佐藤陽子
- 副人物設定：小林利充（日语：小林利充）
- 音響監督：高桑一（日语：高桑一）
- 音樂：織田哲郎
- 動畫製作：Platinum Vision
- 製作：「怪病醫拉姆尼」製作委員會[11]

### 主題曲
片頭曲「SHAKE!SHAKE!SHAKE!」
作詞、作曲、編曲：、橘亮祐，主唱：內田雄馬
片尾曲
作詞、作曲：，編曲：saji、中島生也，主唱：saji

### 各集列表
| 集數   | 原文標題 | 中文標題              | 劇本   | 分鏡     | 演出     | 作畫監督                       | 總作畫監督 | 首播日期 （2021年） | 改編自原著漫畫           |
| ------ | -------- | --------------------- | ------ | -------- | -------- | ------------------------------ | ---------- | ------------------- | ------------------------ |
| 第1話  |          | 調味料的眼淚          | 久尾步 | 大庭秀昭 | 大庭秀昭 | 伊藤美奈                       | 佐藤陽子   | 1月9日              | 第1話（病歷1）           |
| 第2話  |          | 竹輪的陰莖            | 久尾步 | 小林孝志 | 小林孝志 | 小川浩司                       | 小林利充   | 1月16日             | 第2－3話（病歷2）        |
| 第3話  |          | 怪具店破曉            | 久尾步 | 水野龍馬 | 長濱亘彥 | 南伸一郎                       | 佐藤陽子   | 1月23日             | 第12－13話（病歷7）      |
| 第4話  |          | 辣椒的指尖            | 久尾步 | 大庭秀昭 | 大庭秀昭 | 梶浦紳一郎、小川浩司           | 小林利充   | 1月30日             | 第4－7話（病歷3－4）     |
| 第5話  |          | 餃子耳朵 前篇         | 久尾步 | 小林孝志 | 小林孝志 | 伊藤美奈                       | 佐藤陽子   | 2月6日              | 第18－22話（病歷10－13） |
| 第6話  |          | 餃子耳朵 後篇         | 久尾步 | 大庭秀昭 | 長濱亘彥 | 梶浦紳一郎、小川浩司           | 小林利充   | 2月13日             |                          |
| 第7話  |          | 頭上冒出的爆米花 前篇 | 久尾步 | 小林孝志 | 小林孝志 | 南伸一郎                       | 佐藤陽子   | 2月20日             |                          |
| 第8話  |          | 頭上冒出的爆米花 後篇 | 久尾步 | 長濱亘彥 | 長濱亘彥 | 梶浦紳一郎、小川浩司           | 小林利充   | 2月27日             |                          |
| 第9話  |          | 怪回迷宮              | 久尾步 | 大庭秀昭 | 大庭秀昭 | 伊藤美奈                       | 佐藤陽子   | 3月6日              |                          |
| 第10話 |          | 悠流深怪故事 前篇     | 久尾步 | 吉川博明 | 長濱亘彥 | 伊藤美奈、梶浦紳一郎           | 小林利充   | 3月13日             |                          |
| 第11話 |          | 悠流深怪故事 後篇     | 久尾步 | 小林孝志 | 小林孝志 | 南伸一郎                       | 佐藤陽子   | 3月20日             |                          |
| 第12話 |          | 怪病醫拉姆尼          | 久尾步 | 大庭秀昭 | 大庭秀昭 | 梶浦紳一郎、伊藤美奈、小川浩司 | 小林利充   | 3月27日             |                          |

### 播放平台
日本深夜動畫：下文記載的日本国内播放時間使用日本標準時間（UTC+9）表示。因為部分時間标识會採用30小时制，因此請留意这类超过24:00的时间，其實際播放時間為翌日清晨。
| 播放地區 | 播放電視台、網絡平台 | 播放日期               | 播放時間（UTC+9）         | 備註                 |
| -------- | -------------------- | ---------------------- | ------------------------- | -------------------- |
| 東京都   | TOKYO MX             | 2021年1月9日－3月27日  | 星期六 25時30分－26時00分 |                      |
| 日本全國 | BS11                 | 2021年1月9日－3月27日  | 星期六 25時30分－26時00分 | 衛星電視，ANIME+節目 |
| 日本全國 | DOCOMO動畫商城       | 2021年1月9日－3月27日  | 星期六 25時30分 更新      | 網絡點播節目         |
| 日本全國 | U-NEXT               | 2021年1月9日－3月27日  | 星期六 25時30分 更新      | 網絡點播節目         |
| 日本全國 | AT-X                 | 2021年1月10日－3月28日 | 星期日 22時00分－22時30分 | 衛星電視，有重播     |
| 北海道   | 北海道電視台         | 2021年1月13日－3月31日 | 星期三 25時50分－26時20分 |                      |

| 播放地區                         | 播放電視台                | 播放日期               | 播放時間（UTC+8） | 字幕語言               | 備註   |
| -------------------------------- | ------------------------- | ---------------------- | ----------------- | ---------------------- | ------ |
| 東盟、印度、孟加拉、尼泊爾、不丹 | Muse Asia YouTube頻道     | 2021年1月10日－3月28日 | 星期日 12時00分   | 簡體中文、英文         | [ 15 ] |
| 馬來西亞、汶萊                   | Muse Malaysia YouTube頻道 | 2021年1月10日－3月28日 | 星期日 02時00分   | 簡體中文、馬來文、英文 | [ 16 ] |

## 外部連結
- 漫畫連載網站（日語）
- 電視動畫官方網站（日語）
- 電視動畫的X（前Twitter）（日語）